# Arlen Siu

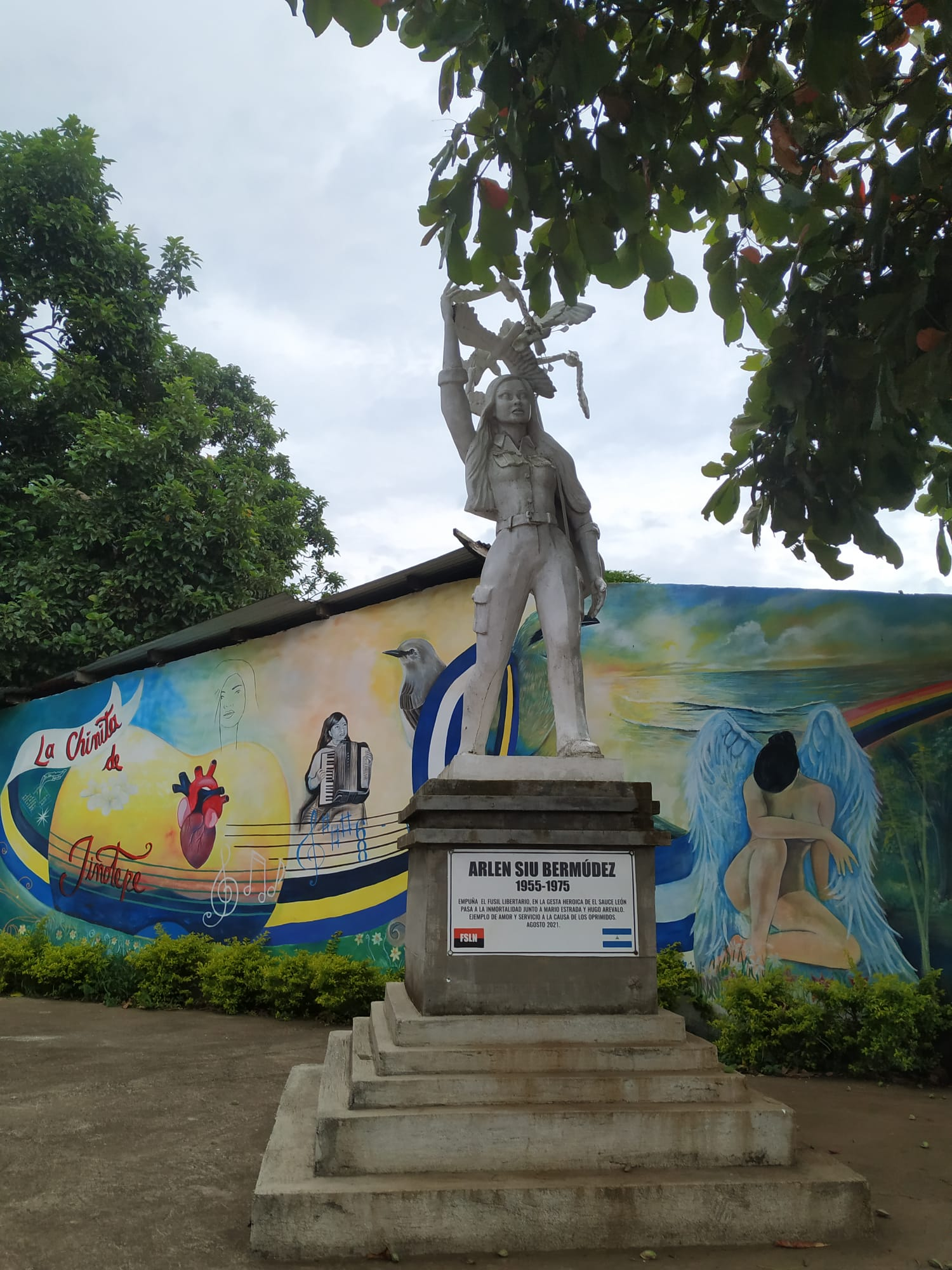
Denkmal für Arlen Siú Bermúdez (Foto 2024)

Arlen Siu Bermúdez (* 15. Juli 1955 in Jinotepe, Nicaragua; † 1. August 1975 in León, Nicaragua) war eine nicaraguanische Liedermacherin, Essayistin und sandinistische Revolutionärin, die zu den ersten Opfern des Aufstandes gegen Anastasio Somoza Debayle gehörte. Ihr Tod in jungen Jahren machte sie zu einer lokalen Berühmtheit. Sie komponierte ein bekanntes Lied, María Rural, das später von Pancasán, einer nicaraguanischen Volksmusikgruppe, die Teil des so genannten Nueva canción war, interpretiert wurde.

## Leben
Arlen Siu wurde 1955 in Nicaragua geboren. Ihr Vater, Armando Siu Lau, wurde in Guangdong, China, geboren und wanderte Ende der 1940er Jahre nach Nicaragua aus, nachdem er in der kommunistischen Revolutionsarmee gedient hatte. Später heiratete er Nubia Bermúdez, eine Nicaraguanerin. Das Paar hatte vier Töchter: Neben Arlen Carolina, Marlon und Ivonne.
Arlen Siu besuchte die Escuela Normal de Señoritas in Jinotepe und die Universidad Nacional Autónoma de Nicaragua zum Studium der Sozialpsychologie, um Lehrerin zu werden. Siu zeigte von klein auf künstlerisches Talent und eine Vorliebe für Musik. Sie wurde eine talentierte Songschreiberin, Sängerin und Gitarristin und erlangte jung eine gewisse nationale Berühmtheit. An der Universität sang sie oft mit Marlene Álvarez, einem Mitglied der Band Grupo Pancasán zusammen.
Schon als Jugendliche kam Siu in Kontakt mit den Anliegen der Oppositionsbewegung. Sie war 18 Jahre alt, als sie sich der Frente Sandinista de Liberación Nacional anschloss. Sie wurde am 1. August 1975 in einem Hinterhalt in der Nähe von El Sauce, Departamento León, von Soldaten der Nationalgarde von Anastasio Somoza Debayle getötet. Sie wurde nur 20 Jahre alt.
Viele in Nicaragua halten Siu für eine der frühesten Opfer der revolutionären Bewegung und bezeichnen sie als Märtyrerin für die revolutionäre Sache. Ihre literarischen Arbeiten und ihre kritischen Essays über Marxismus und Feminismus wurden sowohl von den Sandinisten als auch der nicaraguanischen Frauenbewegung als Inspiration genutzt. Ein ikonisches Foto von wurde oft bei Feiern der Frente Sandinista in ganz Nicaragua gezeigt. In Managua und El Rama sind Stadtteile nach ihr benannt, in ihrer Geburtsstadt eine Straße und in León ein Park.
Siu schrieb und komponierte ein bekanntes Lied mit dem Titel „Maria Rural“, das seit ihrem Tod unter anderem von Álvarez und der Grupo Pancasán interpretiert wurde. Jedes Jahr organisiert die Familie von Siu in Jinotepe das Arlen Siu Music Festival, bei dem verschiedene nationale Liedermacher mit ihrer Musik an die Guerilla erinnern.